# Carl-Gustaf Regårdh
Carl Gustaf (Carl-Gustaf) Bore Regårdh, född den 25 mars 1921 i Helsingborgs församling i Malmöhus län, död den 20 mars 2009 i Danderyds församling i Stockholms län, var en svensk ingenjör.

## Biografi
Regårdh avlade studentexamen i Helsingborg 1941, reservofficersexamen i kustartilleriet 1944 och civilingenjörsexamen inom maskinteknik vid Tekniska högskolan i Stockholm 1948. Han tjänstgjorde som ingenjör vid Materielvårdsbyrån i Tygavdelningen i Arméförvaltningen 1948–1949 och som arméingenjör av andra graden vid Göteborgs luftvärnskår 1949–1950. Åren 1950–1953 tjänstgjorde han i Luftvärnsavdelningen vid Arméstaben, från 1951 som arméingenjör av första graden. Han var också lärare i materiellära (eldledningslära) vid Luftvärnsofficersskolan 1951–1954. Därefter var han detaljchef vid Tygavdelningen i Arméförvaltningen 1953–1954 och detaljchef vid Armétygförvaltningen 1954–1956. Åren 1956–1962 var han biträdande militärattaché (arméattaché) vid ambassaden i Washington, från 1958 som armédirektör av andra graden. Som attaché gjorde han en viktig insats för att få till stånd tekniköverföring till Sverige av bland annat nya robotsystem.
Åren 1962–1968 tjänstgjorde Regårdh vid Armétygförvaltningen (1964 namnändrad till Arméförvaltningen): som byrådirektör 1962–1964 och som arméöverdirektör (med överste av första gradens tjänsteklass) och chef för Verkstadsavdelningen 1964–1968. Därefter var han chef för Underhållsavdelningen i Armématerielförvaltningen (1972 namnändrad till Huvudavdelningen för armémateriel) vid Försvarets materielverk (FMV) 1968–1976. Han var 1964–1976 chef för Tygtekniska kåren. Under hans ledning infördes vid FMV ett modernt datorbaserat underhållssystem som innebar att man för första gången kunde skapa sig en överblick över materielens status och kostnader för underhåll. Moderna metoder och resurser infördes även vid arméns regementen för att effektivisera underhåll och utbildning. Han genomdrev kraftfullt inrättandet 1977 av en för alla teknikgrenar gemensam skola: Arméns tekniska skola. Han föreslog att den skulle samlokaliseras med Svea ingenjörregemente i Almnäs, men regeringen beslutade – trots hans våldsamma protester – att skolan skulle förläggas till Östersund.
Från 1976 var Regårdh verksam som egen företagare. Han utförde bland annat utredningar för Kungliga Krigsvetenskapsakademien, Kungliga Ingenjörsvetenskapsakademien, Styrelsen för teknisk utveckling och Försvarsdepartementet.
Carl-Gustaf Regårdh invaldes 1973 som ledamot av Kungliga Krigsvetenskapsakademien.

## Utmärkelser
- Riddare av Nordstjärneorden, 1964.[7]
- Kommendör av Nordstjärneorden, 6 juni 1968.[8]